# مجیتوزو
مجیتوزو (به ترکی استانبولی: Mecitözü) یک منطقهٔ مسکونی در ترکیه است که در استان چوروم واقع شده‌است.